# La Chèvrerie
Pour l’article homonyme, voir La Chèvrerie (Haute-Savoie).
La Chèvrerie est une commune du Sud-Ouest de la France située dans le département de la Charente, en région Nouvelle-Aquitaine.
Ses habitants sont les Chévriens et les Chévriennes.

## Géographie

### Localisation et accès
Cette petite commune est une des moins étendues et des moins peuplées du canton. Deux communes seulement ont une superficie moindre et trois ont une population moins nombreuse. La principale voie de communication de la commune est un chemin d'intérêt commun, qui parcourt la commune de l'ouest  au nord-est et qui dessert le bourg de La Chèvrerie. Un autre chemin d'intérêt commun forme la limite orientale de la commune.
Quelques chemins vicinaux ordinaires complètent le réseau routier. Il est bon de rappeler que la limite de la commune de La Chèvrerie et de Pailleroux est matérialisée par un chemin antique appelé le Chemin de Bouin.
Le bourg de La Chèvrerie (76 hab.), à cinq kilomètres nord-est de Villefagnan et six kilomètres de Ruffec, n'offre aucune particularité remarquable.
La gare la plus proche est celle de Ruffec qui est desservie par un TGV et des navettes TER entre Poitiers et Angoulême.
La LGV Sud Europe Atlantique traversera la commune (début des travaux en 2011, mise en service prévue fin 2015-début 2016).

### Hameaux et lieux-dits
Le centre de population le plus important est le hameau de la Renaudière, situé au sud du bourg. Parmi les autres hameaux, nous pouvons citer : la Genouillère, chez Matraud et chez Renaud.

### Communes limitrophes
|                  | Saint-Martin-du-Clocher |        |
| Villiers-le-Roux | La Chèvrerie            | Bernac |
| Villefagnan      | La Faye                 |        |

### Géologie et relief
Géologiquement, la commune est dans le calcaire du Jurassique du Bassin aquitain, comme tout le Nord-Charente. Plus particulièrement, le Bathonien occupe la surface communale, avec du Callovien sur un tiers sud-est. Le plateau est toutefois recouvert par des altérites sous forme d'argile rouge à silex,,.
Le relief est celui d'un plateau assez uniforme, avec une combe traversant le nord de la commune. On trouve aussi de nombreux gouffres sous forme de dolines. Le point culminant est à une altitude de 133 m, situé au nord-ouest dans le bois des Fayolles. Le point le plus bas est à 108 m, situé dans la combe au nord-est. Le bourg est à 128 m d'altitude.

### Hydrographie

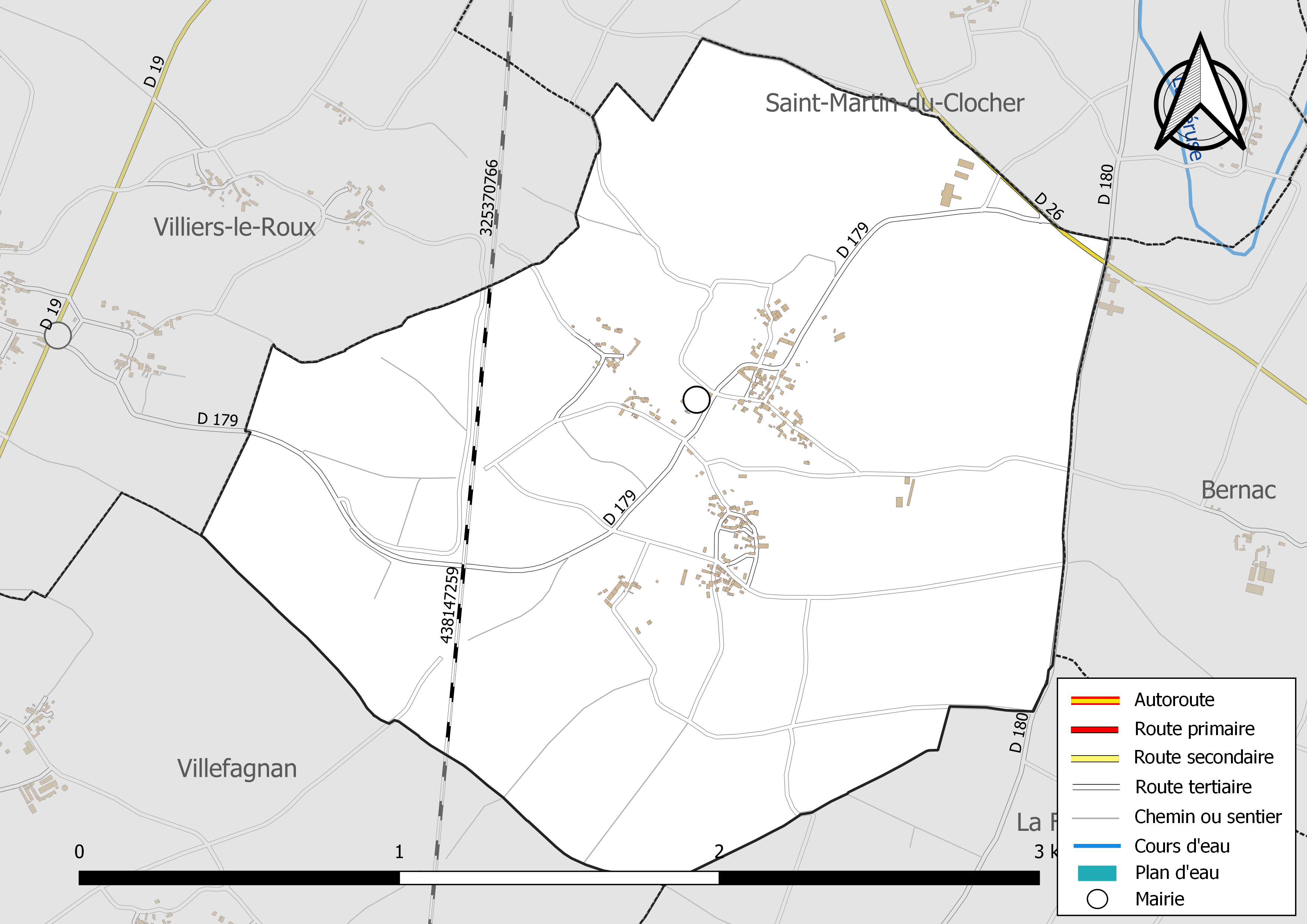
Réseaux hydrographique et routier de la Chèvrerie.

La commune est située dans le bassin versant de la Charente au sein  du Bassin Adour-Garonne. La commune est dans le bassin de la Charente, mais aucun cours d'eau ne la traverse, dû au terrain karstique,.

### Climat
Comme dans les trois quarts sud et ouest du département, le climat est océanique aquitain, légèrement dégradé au nord du département aux abords du seuil du Poitou.

## Urbanisme

### Typologie
Au 1er janvier 2024, La Chèvrerie est catégorisée commune rurale à habitat dispersé, selon la nouvelle grille communale de densité à 7 niveaux définie par l'Insee en 2022.
Elle est située hors unité urbaine. Par ailleurs la commune fait partie de l'aire d'attraction de Ruffec, dont elle est une commune de la couronne,. Cette aire, qui regroupe 30 communes, est catégorisée dans les aires de moins de 50 000 habitants,.

### Occupation des sols
L'occupation des sols de la commune, telle qu'elle ressort de la base de données européenne d’occupation biophysique des sols Corine Land Cover (CLC), est marquée par l'importance des territoires agricoles (73,9 % en 2018), en diminution par rapport à 1990 (88 %). La répartition détaillée en 2018 est la suivante : 
terres arables (62,7 %), zones urbanisées (11,7 %), zones agricoles hétérogènes (11,2 %), forêts (10,8 %), zones industrielles ou commerciales et réseaux de communication (3,6 %). L'évolution de l’occupation des sols de la commune et de ses infrastructures peut être observée sur les différentes représentations cartographiques du territoire : la carte de Cassini (XVIIIe siècle), la carte d'état-major (1820-1866) et les cartes ou photos aériennes de l'IGN pour la période actuelle (1950 à aujourd'hui).

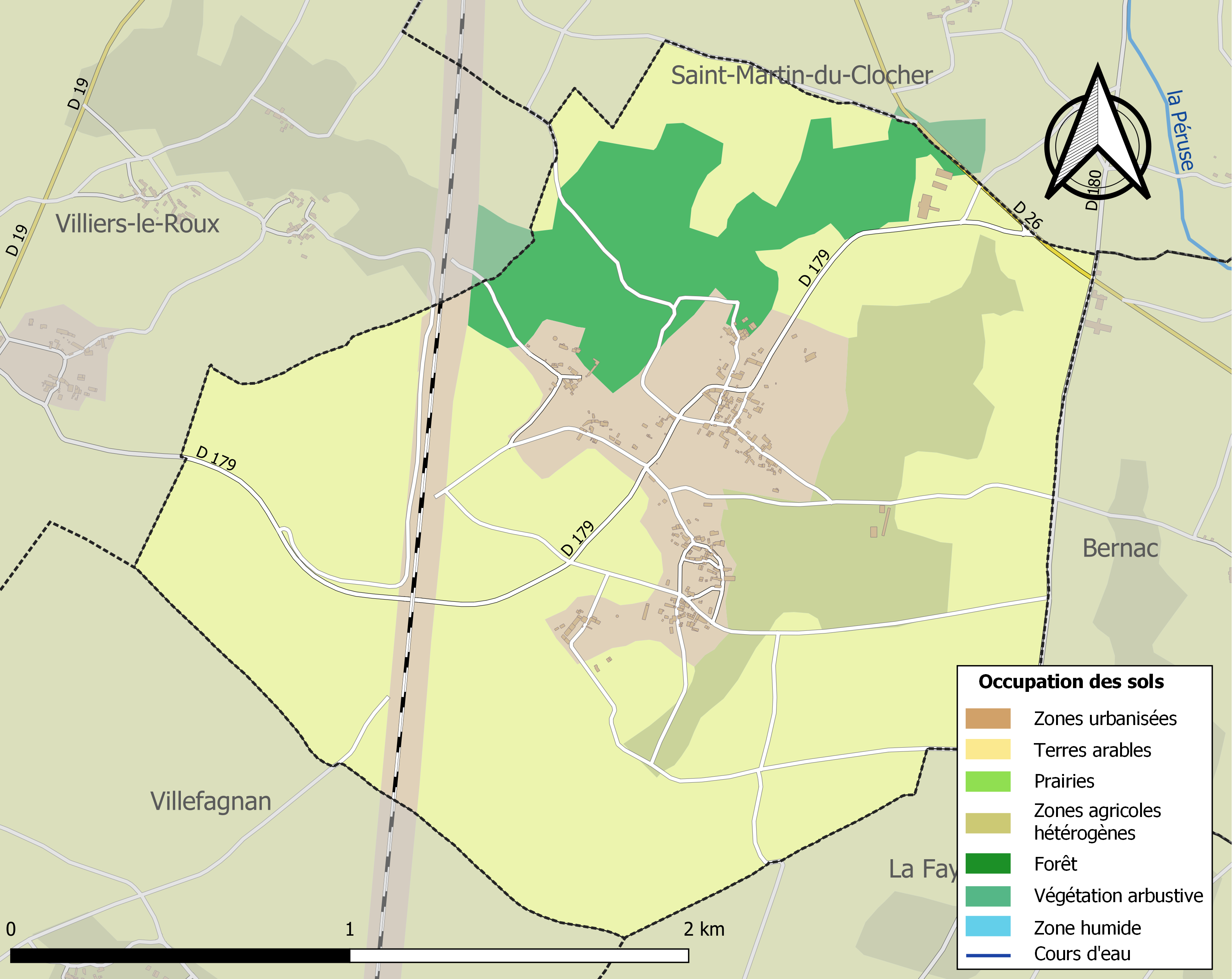
Carte des infrastructures et de l'occupation des sols de la commune en 2018 (CLC).

### Risques majeurs
Le territoire de la commune de La Chèvrerie est vulnérable à différents aléas naturels : météorologiques (tempête, orage, neige, grand froid, canicule ou sécheresse) et séisme (sismicité modérée). Un site publié par le BRGM permet d'évaluer simplement et rapidement les risques d'un bien localisé soit par son adresse soit par le numéro de sa parcelle.

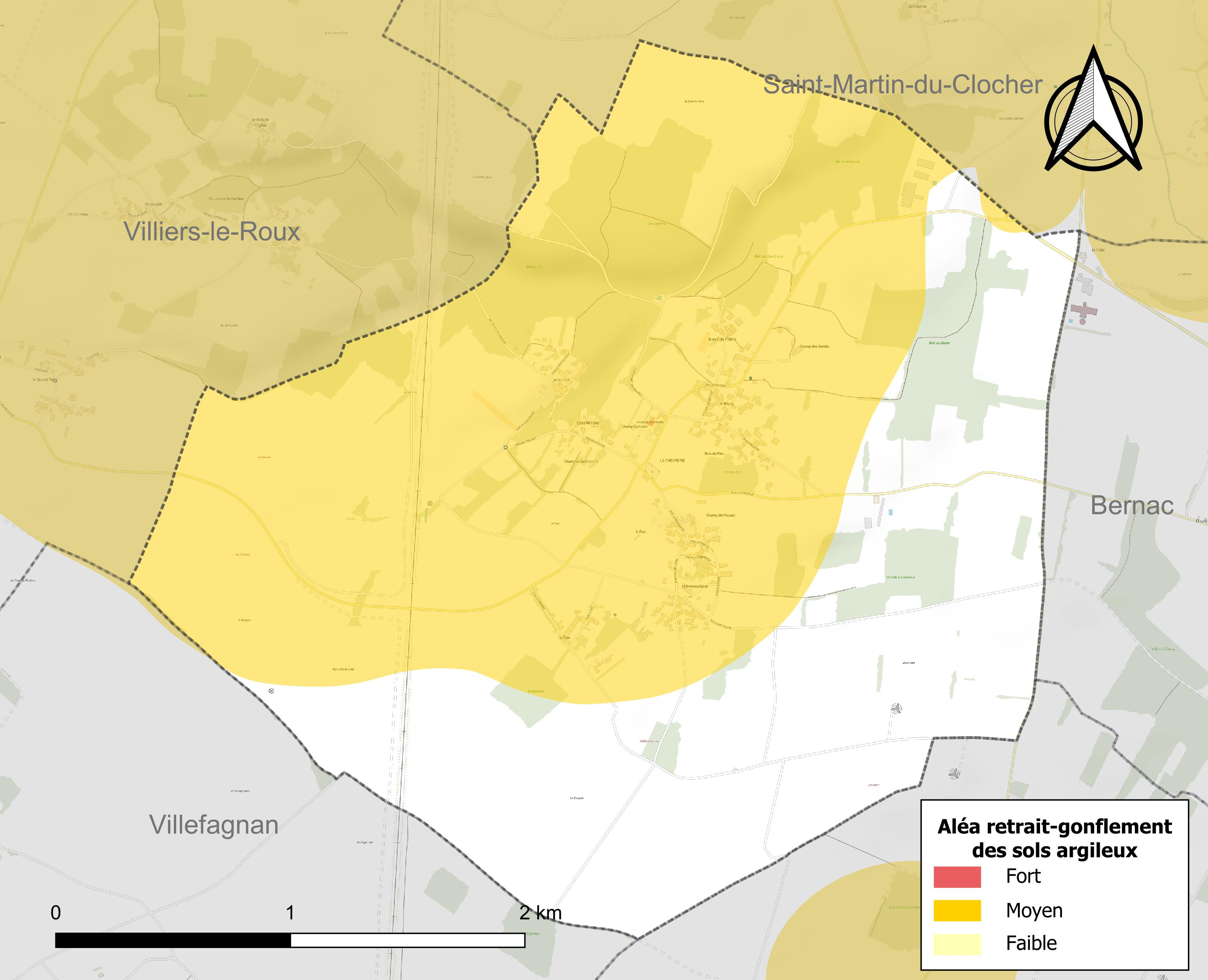
Carte des zones d'aléa retrait-gonflement des sols argileux de La Chèvrerie.

Le retrait-gonflement des sols argileux est susceptible d'engendrer des dommages importants aux bâtiments en cas d’alternance de périodes de sécheresse et de pluie. 61,4 % de la superficie communale est en aléa moyen ou fort (67,4 % au niveau départemental et 48,5 % au niveau national). Sur les 88 bâtiments dénombrés sur la commune en 2019, 88 sont en aléa moyen ou fort, soit 100 %, à comparer aux 81 % au niveau départemental et 54 % au niveau national. Une cartographie de l'exposition du territoire national au retrait gonflement des sols argileux est disponible sur le site du BRGM,.
Par ailleurs, afin de mieux appréhender le risque d’affaissement de terrain, l'inventaire national des cavités souterraines permet de localiser celles situées sur la commune.
La commune a été reconnue en état de catastrophe naturelle au titre des dommages causés par les inondations et coulées de boue survenues en 1982 et 1999. Concernant les mouvements de terrains, la commune a été reconnue en état de catastrophe naturelle au titre des dommages causés par la sécheresse en 2005 et par des mouvements de terrain en 1999.

## Toponymie
Une forme ancienne est Caprearia (non daté).
Le nom de La Chèvrerie a pu désigner un « centre d'élevage de chèvres » sans qu'on puisse le vérifier,,. Toutefois, l'élevage de chèvres est traditionnel dans le Nord-Charente et le Poitou.

## Histoire
L'archéologie aérienne a révélé en 1999 des traces d'enclos circulaires dans des champs.
Un mégalithe trouvé sur la commune au XIXe siècle atteste de l'occupation de son territoire dès l'époque néolithique -dite de la Pierre Polie. C'est un polissoir en grès à grains irréguliers, contenant des cailloux en quartz blanc qui lui donnent sur certains points, l'apparence du marbre ; l'une des faces porte onze encoches fusiformes toutes dirigées dans le même sens ; une autre face porte une large cuvette ovale et trois dépressions oblongues qui servaient probablement à polir la partie plate des haches en silex. Il a été trouvé par M. Chauvet en 1877 à la Chèvrerie et donné à la Société archéologique et historique de la Charente par François Guillaud, propriétaire à la Chèvrerie et M. Mandinaud fils, négociant à Ruffec,.
Il se trouvait autrefois sur le territoire de cette commune un petit château nommé la Tour au Vilain, aussi appelé Tour aux Anglais, dont il reste plus que la fuie du XVIe siècle. C'est une tour à fenêtres carrées, couverte en pierres imbriquées avec une belle lucarne portant un écusson dans une guirlande de feuilles de laurier, qui aurait disparu dans les années 1950. Au-dessous de la corniche règne un bandeau portant l'inscription I.A.1595. Au XVe siècle, les Voluyre (seigneurs de Ruffec) sont seigneurs de la Tour. Par mariage, cette terre passe aux Tisons d'Argence, puis en 1514 aux de La Place, seigneurs de Torsac. En 1592, Pierre de La Place vend ce fief à Joseph de Lesmerie, échevin d'Angoulême. C'est à lui qu'on doit ce pigeonnier, sur lequel il grave ses armes et celles de son épouse, fille du seigneur de Londigny, en 1595. Au XVIIe siècle, les Lesmerie rendent hommage au seigneur de Raix, et vendent le château à son notaire, François Pouyaud, qui mourra en 1792 à la Révolution et dont la tombe existe encore à La Chèvrerie.
Au XVIe siècle, le seigneur de La Chèvrerie, Jacques Blondeau, notable de Ruffec, est accusé d'homicide à la suite d'un duel. Il se peut que la demeure des seigneurs de La Chèvrerie soit la Châtaigneraie, logis qu'on trouve encore sur l'ancien cadastre, mais qui a totalement disparu.
L'école et la mairie furent construites respectivement en 1883 et 1885. La mare des Chaumes, au pied du bourg, fut aménagée en 1902 pour éviter aux habitants d'aller chercher de l'eau jusqu'à la Péruse en dehors de la commune. L'église fut construite de 1903 à 1905, pour remplacer la chapelle vétuste du cimetière, démolie en 1921.

## Administration
| Période                                  | Période  | Identité                  | Étiquette | Qualité                                  |
| ---------------------------------------- | -------- | ------------------------- | --------- | ---------------------------------------- |
| 2001                                     | 2014     | Marie-Josèphe Maillochaud | SE        | Retraitée Fonction publique territoriale |
| 2014                                     | En cours | Bruno Pagnoux             |           |                                          |
| Les données manquantes sont à compléter. |          |                           |           |                                          |

En 2008 les élus de La Chèvrerie se sont fédérés à l'initiative des élus du Pays Ruffecois avec 17 communes du Nord Charente et 5 des Deux-Sèvres en une fédération qui demande des compensations aux nuisances que va leur apporter la LGV Sud Europe Atlantique.

## Démographie

### Évolution démographique
L'évolution du nombre d'habitants est connue à travers les recensements de la population effectués dans la commune depuis 1793. Pour les communes de moins de 10 000 habitants, une enquête de recensement portant sur toute la population est réalisée tous les cinq ans, les populations de référence des années intermédiaires étant quant à elles estimées par interpolation ou extrapolation. Pour la commune, le premier recensement exhaustif entrant dans le cadre du nouveau dispositif a été réalisé en 2006.

En 2022, la commune comptait 137 habitants, en évolution de +0,74 % par rapport à 2016 (Charente : −0,48 %, France hors Mayotte : +2,11 %).
| 1793 | 1800 | 1806 | 1821 | 1831 | 1841 | 1846 | 1851 | 1856 |
| ---- | ---- | ---- | ---- | ---- | ---- | ---- | ---- | ---- |
| 303  | 321  | 316  | 338  | 347  | 331  | 326  | 365  | 347  |

| 1861 | 1866 | 1872 | 1876 | 1881 | 1886 | 1891 | 1896 | 1901 |
| ---- | ---- | ---- | ---- | ---- | ---- | ---- | ---- | ---- |
| 338  | 309  | 289  | 307  | 280  | 301  | 302  | 256  | 265  |

| 1906 | 1911 | 1921 | 1926 | 1931 | 1936 | 1946 | 1954 | 1962 |
| ---- | ---- | ---- | ---- | ---- | ---- | ---- | ---- | ---- |
| 254  | 240  | 225  | 203  | 198  | 196  | 180  | 159  | 158  |

| 1968 | 1975 | 1982 | 1990 | 1999 | 2006 | 2011 | 2016 | 2021 |
| ---- | ---- | ---- | ---- | ---- | ---- | ---- | ---- | ---- |
| 140  | 152  | 168  | 149  | 152  | 148  | 136  | 136  | 138  |

| 2022 | - | - | - | - | - | - | - | - |
| ---- | - | - | - | - | - | - | - | - |
| 137  | - | - | - | - | - | - | - | - |

### Pyramide des âges
La population de la commune est relativement âgée.
En 2018, le taux de personnes d'un âge inférieur à 30 ans s'élève à 23,5 %, soit en dessous de la moyenne départementale (30,2 %). À l'inverse, le taux de personnes d'âge supérieur à 60 ans est de 36,7 % la même année, alors qu'il est de 32,3 % au niveau départemental.
En 2018, la commune comptait 72 hommes pour 68 femmes, soit un taux de 51,43 % d'hommes, largement supérieur au taux départemental (48,41 %).
Les pyramides des âges de la commune et du département s'établissent comme suit.
| Hommes | Classe d’âge | Femmes |
| ------ | ------------ | ------ |
| 0,0    | 90 ou +      | 0,0    |
| 12,9   | 75-89 ans    | 13,6   |
| 28,6   | 60-74 ans    | 18,2   |
| 28,6   | 45-59 ans    | 33,3   |
| 7,1    | 30-44 ans    | 10,6   |
| 11,4   | 15-29 ans    | 9,1    |
| 11,4   | 0-14 ans     | 15,2   |

| Hommes | Classe d’âge | Femmes |
| ------ | ------------ | ------ |
| 1      | 90 ou +      | 2,7    |
| 9,2    | 75-89 ans    | 12     |
| 20,6   | 60-74 ans    | 21,3   |
| 20,7   | 45-59 ans    | 20,3   |
| 16,8   | 30-44 ans    | 16     |
| 15,6   | 15-29 ans    | 13,4   |
| 16,1   | 0-14 ans     | 14,3   |

## Économie

### Agriculture
De nombreuses prairies artificielles favorisent l'élevage du bétail, qui est important, et la culture des céréales donne de très bons résultats. Quelques bois se rencontrent principalement dans le nord. On peut remarquer dans cette commune un grand nombre de treilles d'une vigueur toute particulière.

## Lieux et monuments

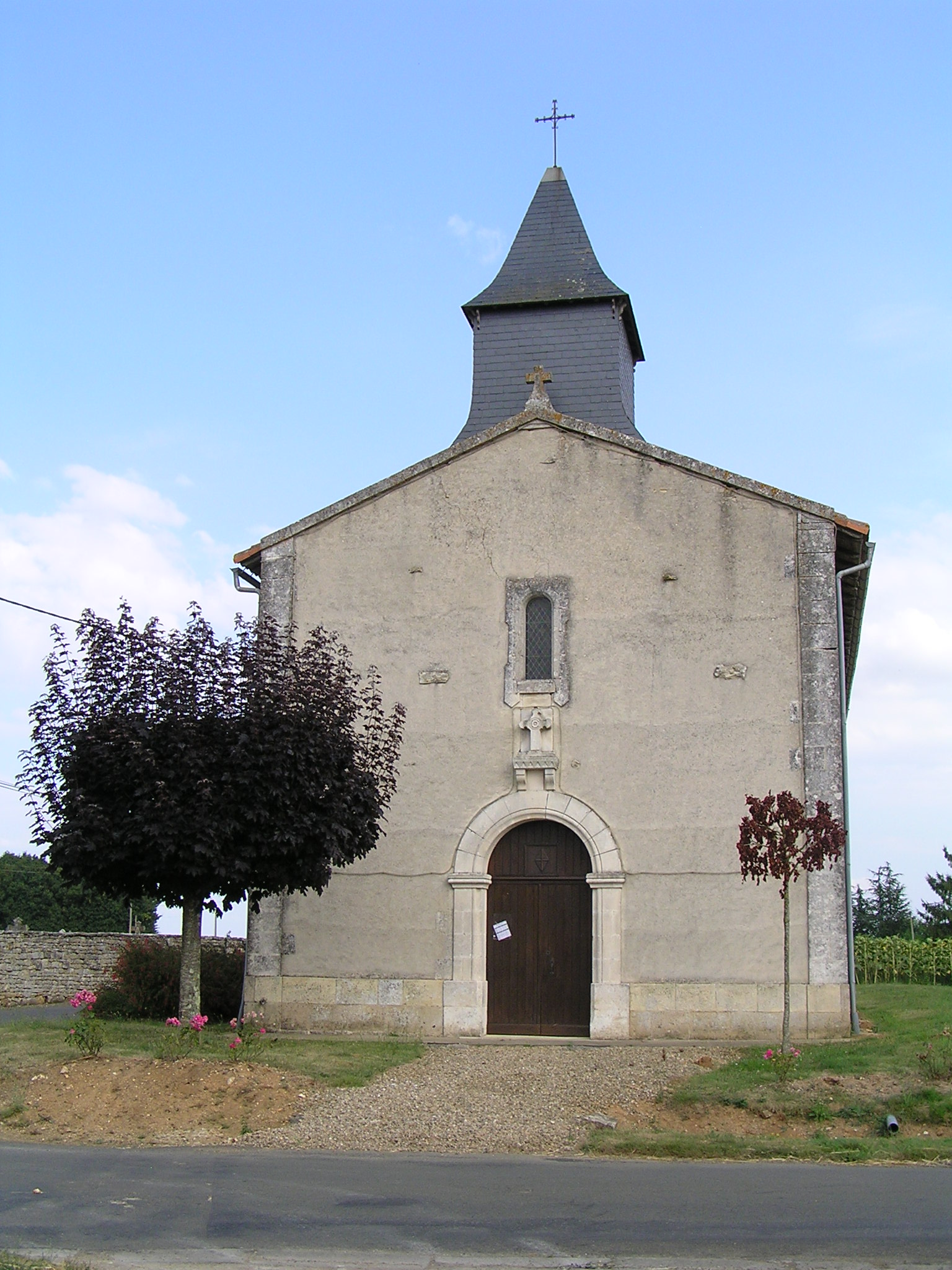
L'église.
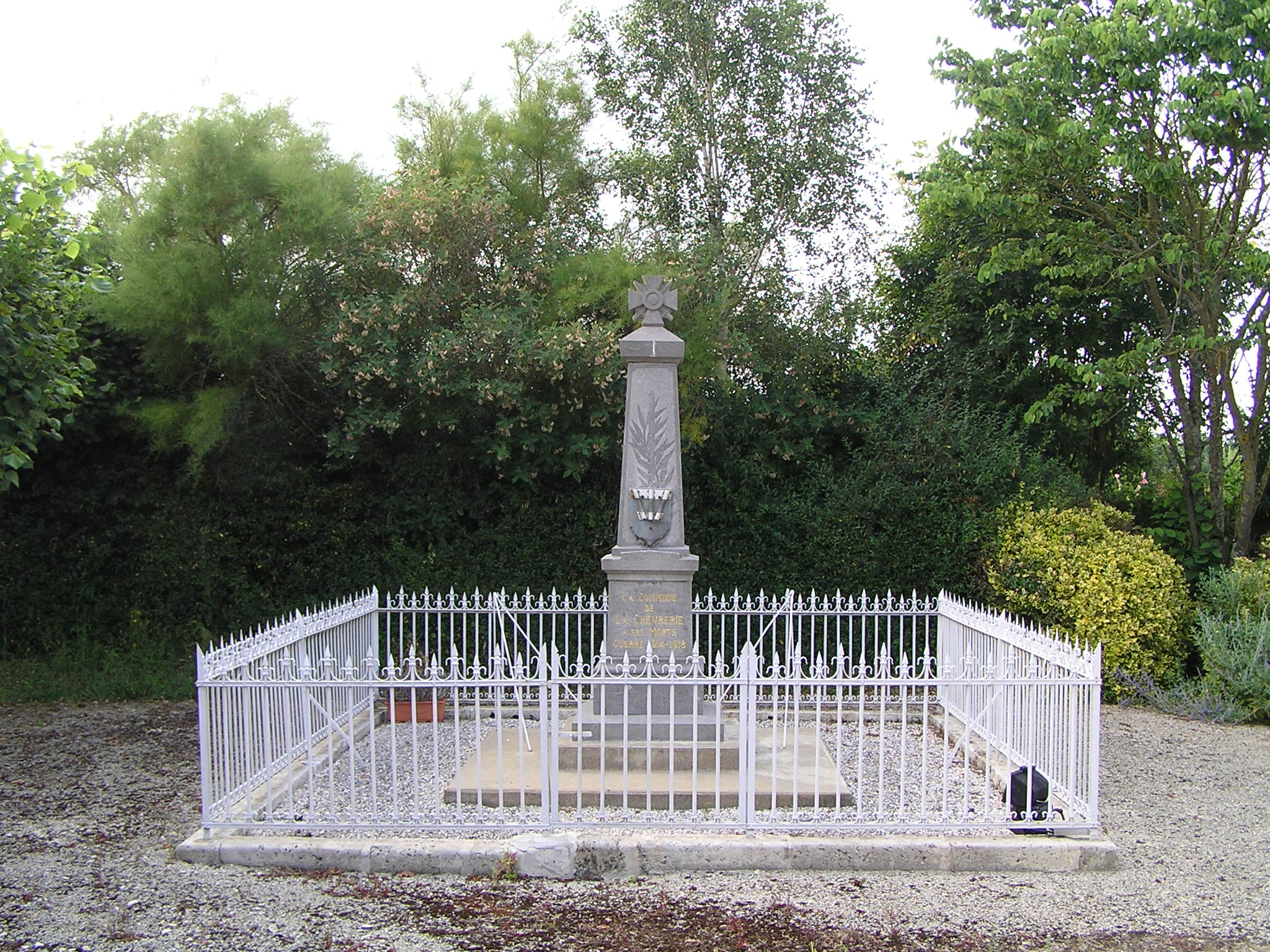
Monument aux morts.